# Mihai Tudose
Mihai Tudose, né le 6 mars 1967 à Brăila, est un homme d'État roumain. Membre du Parti social-démocrate (PSD), il est Premier ministre de 2017 à 2018. Il adhère au parti Pro Romania en 2019.

## Biographie

### Jeunesse
Il naît le 6 mars 1967 à Brăila.

### Ministre de l'Économie
De décembre 2014 à novembre 2015, il est ministre de l'Économie, du Commerce et du Tourisme dans le gouvernement Ponta IV.
En février 2017, il redevient ministre de l'Économie, dans le gouvernement Grindeanu. Lors de ce deuxième passage au ministère de l'Économie, il n'a pas pu mener à bien les réformes économiques.

### Premier ministre
Le 26 juin 2017, après avoir obtenu le renversement de Sorin Grindeanu, le PSD le propose au poste de Premier ministre, alors qu'il a été accusé d'avoir plagié une thèse pour son doctorat obtenu en 2015.
Le président Klaus Iohannis valide néanmoins ce choix le soir même, rompant ainsi son engagement d'octobre 2016 de ne pas « désigner une personne poursuivie ou condamnée ». Déclarant que « La crise que nous traversons nuit gravement à la Roumanie, à son économie et à son image à l'étranger », il justifie cette nomination par le besoin « d'avoir rapidement un nouveau gouvernement ».
Le 24 novembre, les deux chambres du Parlement sont réunies en séance commune pour s'exprimer sur une motion de censure déposée par l'opposition contre le gouvernement. Les parlementaires du PSD et de l'ALDE s’abstiennent lors de ce vote, alors que ceux du PNL, de l'USR et du PMP votent en faveur de la motion et ceux de l’UDMR ne prennent part au vote. La motion rassemble 159 votes, loin des 233 votes nécessaires pour être adoptée.
Le 12 janvier 2018, les deux chambres du Parlement sont de nouveau réunies en séance commune pour s'exprimer sur une motion de censure déposée par l'opposition contre le gouvernement. Les parlementaires du PSD et de l'ALDE s’abstiennent lors de ce vote, alors que ceux du PNL, de l'USR et du PMP votent en faveur de la motion et ceux de l’UDMR ne prennent part au vote. La motion, qui recueillie 159 voix, n'est pas adoptée.
Mis en minorité lors d'un vote interne du PSD, le 15 janvier 2018, il démissionne et annonce qu'il n'assurera pas l'intérim à la tête du gouvernement. La nomination du vice-Premier ministre Paul Stănescu, pour une période intérimaire maximum de 45 jours, est annoncée. Finalement, le président Klaus Iohannis décide de nommer le ministre de la Défense Mihai Fifor. Le jour même, le PSD propose la députée européenne Viorica Dăncilă pour lui succéder. Le 17 janvier 2018, le président Iohannis nomme celle-ci au poste de Premier ministre. Elle prend ses fonctions le 29 janvier.
En janvier 2019, il annonce qu'il quitte le PSD, dont il dénonce la direction « autoritaire », pour rejoindre le parti Pro Romania (PRO) de Victor Ponta. Il quitte PRO en décembre 2019.